# Yūko Yamaguchi
Yuko Yamaguchi (Japanisch 山口 裕子; geboren am 24. Oktober 1955 in der Präfektur Kōchi) ist eine japanische Designerin und Illustratorin. Bekanntheit erlangte sie als Chefdesignerin der Katze Hello Kitty. Die Marke Hello Kitty vertreibt in über 60 Ländern 50.000 verschiedene Produktartikel. Der Umsatz, der durch Hello Kitty jährlich erzielt wird betrage 5 Milliarden US-Dollar.

## Biografie
Yamaguchi wurde am 24. Oktober 1955 in der Präfektur Kōchi geboren. Dort studierte sie an der Joshibi Universität für Kunst und Design Industriedesign. Ab 1978 arbeitete sie bei dem Unternehmen Sanrio. Zunächst war sie dort verantwortlich für grafische Logos und Muster. Erst 1980 wurde sie nach der Erfindung durch Yuko Shimizu und Setsuko Yonekubo zur dritten Chefdesignerin eines Charakters, nämlich Hello Kitty. 1985 studierte sie für ein Jahr Design in San Francisco. Im Jahr 2011 entwarf sie für den japanischen TV-Sender TV Asahi das Maskottchen Go-Chan. Go-Chan ist ein Panda-Prinz.

## Kontakt zur Fangemeinde
Vom 30. Oktober bis 2. November 2014 fand die erste Hello Kitty Fan Convention in Los Angeles im Geffen Contemporary at Moca statt. Hier konnte Yamaguchi gemeinsam mit Fans den 40. Geburtstag von Hello Kitty feiern. Es fanden Workshops, Lesungen und eine Autogrammstunde mit Yamaguchi statt. Zeitgleich fand eine Hello Kitty Ausstellung im japanischen American National Museum statt. In einem Interview betont sie, dass sie den Erfolg von Hello Kitty ihren Fans widmet.

## Künstlerische Einflüsse
In den 1970er Jahren wurde Yamaguchi vor allem vom Londoner Lifestyle inspiriert, da in der Zeit das britische Lebensgefühl bei vielen Frauen sehr populär war. Ihr Stil ist geprägt von klaren Linien und dicken schwarze Umrandungen. Yamaguchi reist weltweit, um Vorschläge und Rückmeldungen der Fans einzusammeln. Sie sagt die Auslandsreisen seien ein großer Vorteil ihres Jobs. Als Designerin wolle sie immer die Trends der jeweiligen Zeit entdecken und daran ihre Produkte orientieren. Ihr Wunsch ist es, dass ihre Produkte über Generationen weitergegeben werden. So kennen Hello Kitty nun bereits 3 Generationen.
„Egal wie süß ein Character ist, er muss sich über die Jahre immer weiterentwickeln, um seinen Fans immer wieder etwas Neues zu bieten.“